# Saison 1 d'About a Boy
Chronologie
Saison 2
Cet article présente le guide des épisodes de la première saison de la série télévisée américaine About a Boy.

## Généralités
- Le 10 mai 2013, la série a été officiellement commandée par le réseau NBC[1]
- Au Canada, la saison a été diffusée sur le réseau Global[2].

## Synopsis
Will Freeman est un compositeur à succès. Éternel célibataire, il mène une vie insouciante et se définit comme "l'homme-enfant ultime". Mais son monde parfait est bouleversé quand Fiona, une mère célibataire, et son fils de 11 ans, Marcus, emménagent dans la maison voisine. L'action se déroule à San Francisco.

## Distribution

### Acteurs principaux
- David Walton : Will Freeman
- Minnie Driver : Fiona Brewer
- Benjamin Stockham (en) : Marcus Brewer
- Al Madrigal (en) : Andy
- Annie Mumolo : Laurie

### Acteurs récurrents et invités
- Anjelah N. Johnson (en) : Laurie (pilote)
- Leslie Bibb : Dakota[3] (épisodes 1, 4 et 5)
- John Ross Bowie : patron de Fiona[4] (épisode 6)
- Jamie Denbo (en) : patronne de Fiona[4] (épisode 6)
- Adrianne Palicki : Dr Samantha Lake[5]
- Tony Hale : Hugh Womple, père de Marcus[6] (épisode 10)
- Will Sasso : Lou, plombier[7] (épisode 5)
- Dax Shepard : Crosby Braverman (épisode 7)
- Keith Powell : Richard[8] (épisodes 7 à 9)

## Épisodes

### Épisode 1:À propos d'un gamin
- États-Unis : 22 février 2014 sur NBC[9]
- Canada : 23 février 2014 sur Global
- France : 19 octobre 2015 sur Canal+ Family[10]
- Belgique :  14 juin 2016 sur Be tv[11]

- États-Unis : 8,30 millions de téléspectateurs[12] (première diffusion)

### Épisode 2:À propos de l'euphorie absolue
- États-Unis : 4 mars 2014 sur NBC
- Canada : 6 mars 2014 sur Global
- France : 19 octobre 2015 sur Canal+ Family
- Belgique :  14 juin 2016 sur Be tv

- États-Unis : 8,36 millions de téléspectateurs[13] (première diffusion)

### Épisode 3:À propos d'un parrain
- États-Unis : 11 mars 2014 sur NBC
- Canada : 12 mars 2014 sur Global
- France : 19 octobre 2015 sur Canal+ Family
- Belgique :  14 juin 2016 sur Be tv

- États-Unis : 7,48 millions de téléspectateurs[14] (première diffusion)

### Épisode 4:À propos d'une fille
- États-Unis : 18 mars 2014 sur NBC
- Canada : 19 mars 2014 sur Global
- France : 20 octobre 2015 sur Canal+ Family
- Belgique :  21 juin 2016 sur Be tv

- États-Unis : 7,61 millions de téléspectateurs[15] (première diffusion)

### Épisode 5:À propos d'un plombier
- États-Unis : 25 mars 2014 sur NBC
- Canada : 26 mars 2014 sur Global
- France : 20 octobre 2015 sur Canal+ Family
- Belgique :  21 juin 2016 sur Be tv

- États-Unis : 7,41 millions de téléspectateurs[16] (première diffusion)

### Épisode 6:À propos d'un buble
- États-Unis : 1er avril 2014 sur NBC
- Canada : 2 avril 2014 sur Global
- France : 20 octobre 2015 sur Canal+ Family
- Belgique :  21 juin 2016 sur Be tv

- États-Unis : 7,17 millions de téléspectateurs[17] (première diffusion)

### Épisode 7:À propos d'une soirée poker
- États-Unis : 8 avril 2014 sur NBC
- Canada : 9 avril 2014 sur Global
- France : 21 octobre 2015 sur Canal+ Family
- Belgique :  28 juin 2016 sur Be tv

- États-Unis : 6,87 millions de téléspectateurs[18] (première diffusion)

### Épisode 8:À propos d'un décrotteur
- États-Unis : 15 avril 2014 sur NBC
- Canada : 16 avril 2014 sur Global
- France : 21 octobre 2015 sur Canal+ Family
- Belgique : 28 juin 2016 sur Be tv

- États-Unis : 6,99 millions de téléspectateurs[19] (première diffusion)

### Épisode 9:À propos d'un baiser
- États-Unis : 22 avril 2014 sur NBC
- Canada : 23 avril 2014 sur Global
- France : 21 octobre 2015 sur Canal+ Family
- Belgique : 28 juin 2016 sur Be tv

- États-Unis : 6,86 millions de téléspectateurs[20] (première diffusion)

### Épisode 10:À propos du papa d'un garçon
- États-Unis : 29 avril 2014 sur NBC
- Canada : 30 avril 2014 sur Global
- France : 22 octobre 2015 sur Canal+ Family
- Belgique : 5 juillet 2016 sur Be tv

- États-Unis : 6,25 millions de téléspectateurs[21] (première diffusion)

### Épisode 11:À propos d'un anniversaire
- États-Unis : 6 mai 2014 sur NBC
- Canada : 7 mai 2014 sur Global
- France : 22 octobre 2015 sur Canal+ Family
- Belgique : 5 juillet 2016 sur Be tv

- États-Unis : 6,04 millions de téléspectateurs[22] (première diffusion)

### Épisode 12:À propos d'un marteau
- États-Unis : 13 mai 2014 sur NBC[23]
- Canada : 14 mai 2014 sur Global
- France : 23 octobre 2015 sur Canal+ Family
- Belgique : 12 juillet 2016 sur Be tv

- États-Unis : 6,42 millions de téléspectateurs[24] (première diffusion)

### Épisode 13:À propos des travers
- États-Unis : 13 mai 2014 sur NBC[23]
- Canada : 15 mai 2014 sur Global
- France : 23 octobre 2015 sur Canal+ Family
- Belgique : 12 juillet 2016 sur Be tv

- États-Unis : 5,68 millions de téléspectateurs[24] (première diffusion)

## Audiences aux États-Unis
| no d'épisode | Titre original         | Titre français                 | Chaîne | Date de diffusion originale | Audience (en millions de téléspectateurs) | Pdm sur les 18-49 ans |
| ------------ | ---------------------- | ------------------------------ | ------ | --------------------------- | ----------------------------------------- | --------------------- |
| 1            | Pilot                  | À propos d'un gamin            | NBC    | 22 février 2014             | 8.30                                      | 2.2                   |
| 2            | About Total Exuberance | À propos de l'euphorie absolue | NBC    | 4 mars 2014                 | 8.36                                      | 2.5                   |
| 3            | About a Godfather      | À propos d'un parrain          | NBC    | 11 mars 2014                | 7.48                                      | 2.0                   |
| 4            | About a Girl           | À propos d'une fille           | NBC    | 18 mars 2014                | 7.61                                      | 2.1                   |
| 5            | About a Plumber        | À propos d'un plombier         | NBC    | 25 mars 2014                | 7.41                                      | 2.0                   |
| 6            | About a Buble          | À propos d'un buble            | NBC    | 1er avril 2014              | 7.17                                      | 2.0                   |
| 7            | About a Poker Night    | À propos d'une soirée poker    | NBC    | 8 avril 2014                | 6.87                                      | 1.7                   |
| 8            | About a Slopmaster     | À propos d'un décrotteur       | NBC    | 15 avril 2014               | 6.99                                      | 1.8                   |
| 9            | About a Kiss           | À propos d'un baiser           | NBC    | 22 avril 2014               | 6.86                                      | 1.9                   |
| 10           | About a Boy's Father   | À propos du papa d'un garçon   | NBC    | 29 avril 2014               | 6.25                                      | 1.6                   |
| 11           | About a Birthday Party | À propos d'un anniversaire     | NBC    | 6 mai 2014                  | 6.04                                      | 1.5                   |
| 12           | About a Hammer         | À propos d'un marteau          | NBC    | 13 mai 2014                 | 6.42                                      | 1.6                   |
| 13           | About a Rib Chute      | À propos des travers           | NBC    | 13 mai 2014                 | 5.68                                      | 1.5                   |